# إيغور شيستيركين
إيغور شيستيركين (مواليد 30 ديسمبر 1995) هو لاعب هوكي جليد روسي يلعب في مركز حارس المرمى في نادي نيويورك رينجرز في دوري الهوكي الوطني.